# 屯門兒童及青少年院

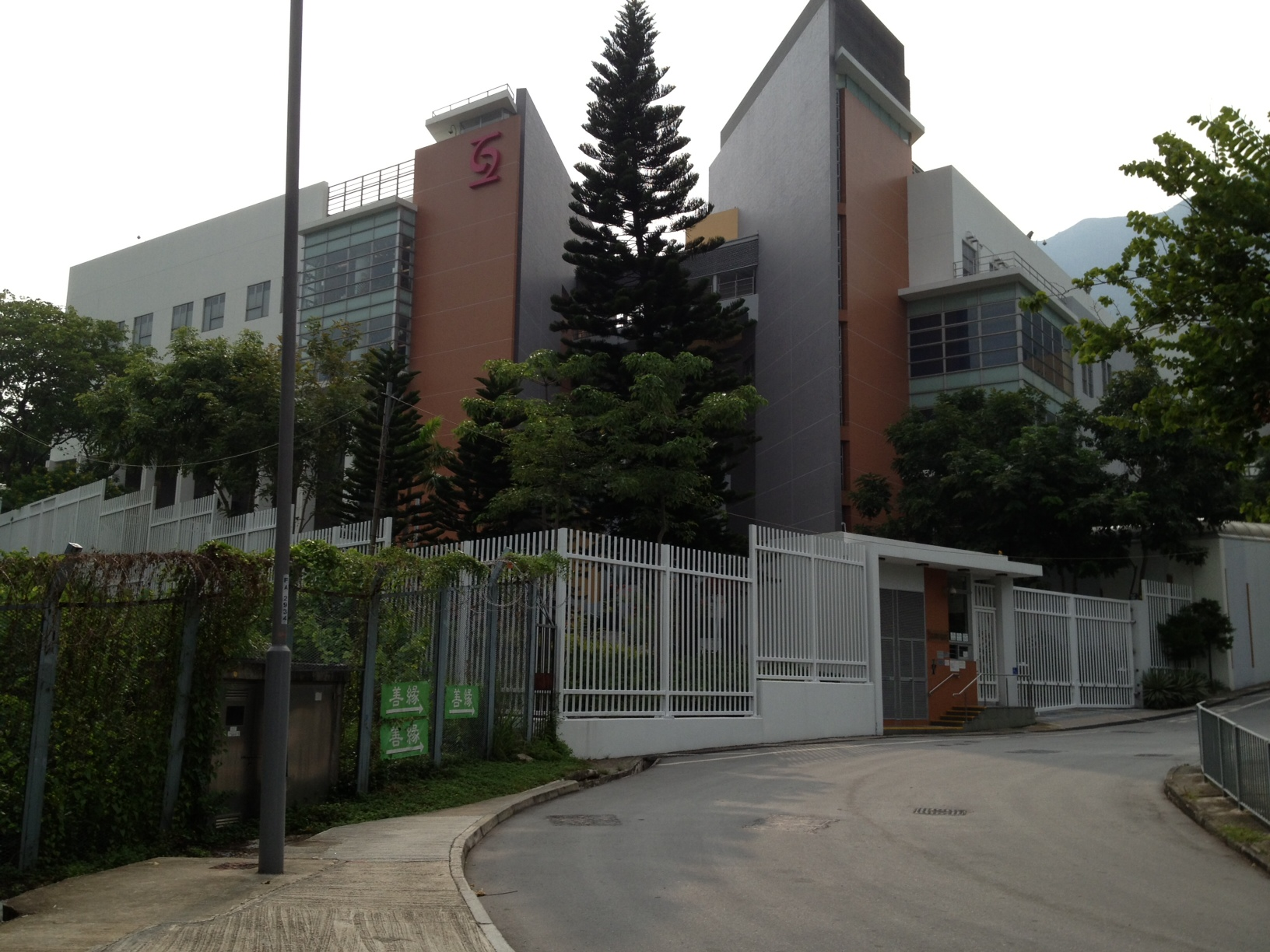
屯門兒童及青少年院

屯門兒童及青少年院是香港一所現代化的綜合院舍，院舍前身是1958年投入服務的青山男童院舊址，位於屯門散石灣北路3號，配合社會福利署以社會工作手法執行法庭的指令，於2004年動工，2007年3月啟用，由禮頓建築承建，是由全香港6間前兒童院（馬頭圍女童院、培志男童院、海棠路兒童院、粉嶺女童院、沙田男童院及坳背山男童院，這些前兒童院用地分期改作其他用途）合併為一，功能包括收容院、羈留院、拘留地方、核准院舍（感化院舍）及感化院，收容有需要被監護及照顧的兒童、青少年違法者和非法入境兒童。為改善服務質素及為有需要接受監護及照顧的兒童及青少年提供更完善的綜合康復訓練服務，提供住院訓練服務。綜合院舍有388個名額，設有先進的視聽監控系統，安全監固；不同類別院童使用的活動設施和區域也嚴謹分隔，方便管理。

## 服務對象
根據以下香港法例為上述有需要的10-15歲（入院時年齡）的兒童及青少年提供短期監護及住院訓練服務：
- 入境條例（香港法例第115章）
- 保護兒童及少年條例（香港法例第213章）
- 感化院條例（香港法例第225章）
- 少年犯條例（香港法例第226章）
- 罪犯感化條例（香港法例第298章）

## 服務內容
院舍提供的服務和活動包括教育及職業訓練、個案及小組工作服務、社區服務、康樂活動、醫療及健康護理、心理服務，並會安排院童的父母或監護人探訪和外假等，使他們能與家人團聚。院方所提供的各項服務，均不需收取任何費用。

## 書籍
- 《天生不壞》ISBN 9789881940438 由九位屯門院的老師將學生的故事改編，寫成九個真切的成長故事。

## 外部連結
- 社會福利署 - 屯門兒童及青少年院